# Корсун Вікторія Вільямівна
Корсун Вікторія Вільямівна — радянська і українська кіноактриса.

## Біографічні відомості
Народилася 29 липня 1963 р. Закінчила Київський державний інститут театрального мистецтва ім. І. Карпенка-Карого (1984).
Член Національної спілки кінематографістів України.

## Фільмографія
Знялась у фільмах:
- «Побачення» (1982, епізод)
- «Стратити не представляється можливим» (1982, епізод)
- «Гонки по вертикалі» (1982, епізод)
- «Все починається з любові» (1984, Віра, старшокласниця)
- «Володьчине життя» (1984, Людмила Плесова; реж. А. Буковський)
- «Дайте нам чоловіків!» (1985, Оксана, студентка; реж. Р. Василевський)
- «Володя великий, Володя маленький» (1985, Оля; реж. В. Криштофович)
- «Вклонися до землі» (1985)
- «Контрудар» (1985, зв'язківець)
- «Чоловіки є чоловіки» (1985, Ніна Іванівна)
- «І ніхто на світі...» (1985, Олена; реж. В. Довгань)
- «Звинувачується весілля» (1986)
- «Без сина не приходь!» (1986, епізод)
- «Десь гримить війна» (1986, епізод)
- «На дворі XX століття» (1986)
- «Розмах крил» (1986, Тетяна Бойко, молодша стюардеса)
- «Вісімнадцятирічні» (1987, т/ф, Одуванчик; реж. Р. Єфименко)
- «Як чоловіки про жінок говорили» (1988, к/м, Марія)
- «Галявина казок» (1988, Марія)
- «Меланхолійний вальс» (1989, т/ф, епізод)
- «Ордань» (1989)
- «Савраска» (1989, епізод)
- «Буйна» (1990, т/ф)
- «Натхнення» (1991, к/м)
- «Бухта смерті» (1991, Майя)
- «Танго смерті» (1991, сестра Катря; реж. О. Муратов)
- «Мина Мазайло» (1991, Рина (Мокрина) Мазайло; реж. С. Проскурня)
- «Вбивство в Саншайн-Менор» (1992, епізод)
- «Людина з команди „Альфа“» (1992, епізод)
- «Вірний Руслан (Історія вартового собаки)» (1992, поштовий працівник)
- «Гладіатор за наймом» (1993, епізод)
- «Леді Бомж» (2001, т/с, Елга Карлівна, секретар Туманського)
- «Леді бос» (2001, т/с, Елга Карлівна)
- «Леді мер» (2003, т/с, Елга Карлівна)
- «Російські ліки»/ рос. «Русское лекарство» (2004, т/с, сестра Гарецького)
- «Сестри по крові» (2005-2006, т/с, Ніна Іванівна; Росія—Україна)
- «Ігри в солдатики» (2007, мама Насті)
- «Дві сторони однієї Анни» (2009, т/с, медсестра з пологового будинку)
- «За загадкових обставин» (2009, фільм 1; вдова)
- «Інтерни» (2010, Юлія Литвина, важливий спонсор лікарні та пацієнтка Бикова)
- «Трава під снігом» (2010, т/с, Анна Васільєвна Голубева, мати Андрія; Росія—Україна)
- «Лист очікування» (2012, т/с, Світлана Лаленкова, мати Альони; Росія—Україна)
- «Поцілунок» (2013, т/с, Христина)
- «Мажор» (2014, т/с, сестра Соловйової; Росія)
- «Нюхач-2» (2015, т/с, Галина Лігачова, мати Альони)
- «Конвой» (2017, т/с, мати Каті)
- «Таємне кохання» (2019, т/с, Марія Федорівна Бєлова, мати Даші)
- «Таємне кохання. Повернення» (2021, т/с, Марія Федорівна Бєлова, мати Даші) та ін.